# Mikronesische Fußballauswahl
Die mikronesische Fußballauswahl ist die „Fußballnationalmannschaft“ des pazifischen Inselstaates der Föderierten Staaten von Mikronesien.

## Mitgliedschaften in Fußballverbänden
Die Föderierten Staaten von Mikronesien sind kein Mitglied des Weltfußballverbandes FIFA und nahm daher auch noch nicht an den Qualifikationsspielen zu Fußball-Weltmeisterschaften teil. Seit 2001 gilt das Land aber als Kandidat für die Aufnahme in die FIFA.
Da die FSMFA weder assoziiertes, noch Vollmitglied der Oceania Football Confederation ist, darf sie nicht an deren Wettbewerben teilnehmen. Die Mannschaft nimmt aber an kleinen regionalen Turnieren teil, wie z. B. dem Micronesian Cup.

## Elo-Weltrangliste
In der Elo-Weltrangliste belegte sie Ende August 2015 Platz 222 von 234. Im ozeanischen Vergleich lag sie auf Platz 15 von 20.

## Geschichte
Die A-Auswahl absolvierte im Juni 1999 ihre ersten beiden Länderspiele gegen Guam. Die Spiele endeten 0:3 und 1:4 aus mikronesischer Sicht. Im Juli desselben Jahres veranstaltete das Nationalteam den Micronesia Soccer Cup, an dem allerdings neben einem Hobby-Team mit den Nördlichen Marianen nur eine Nationalmannschaft teilnahm. Das Spiel gegen die Nördlichen Marianen endete mit einem 7:0-Sieg für Mikronesien. Bis heute ist dies der einzige und damit auch höchste Sieg der Nationalmannschaft.
2003 nahm die Mannschaft zum ersten Mal an den Südpazifikspielen (heute Pazifikspiele) teil. Alle vier Vorrundenspiele gingen verloren. Die Mannschaft konnte kein einziges Tor erzielen.

## U-23-Mannschaft/Olympiateam
Die U-23-Mannschaft Mikronesiens nahm 2015 an den Pazifikspielen in Papua-Neuguinea teil. Es war der erste internationale Auftritt Mikronesiens seit den Pazifikspielen 2003. In das Turnier war die Olympiaqualifikation für 2016 integriert. Eine Qualifikation für das Endturnier wäre aber aufgrund der fehlenden Mitgliedschaft bei der FIFA nicht möglich gewesen. Die Mannschaft spielte in der Gruppe A gegen die U-23/Olympiateams von Tahiti, Fidschi und Vanuatu. Im ersten Spiel gegen Tahiti unterlag man mit 0:30. Dieses Ergebnis war die Einstellung des bisher höchsten Sieg bei den Pazifikspielen (1971: Tahiti siegte gegen die Cookinseln). Zwei Tage später verlor man gegen Fidschi 0:38. Das Ergebnis stellte den höchsten Sieg im internationalen Fußball dar. Das abschließende Spiel gegen Vanuatu ging mit 0:46 verloren. Damit wurde der zwei Tage zuvor aufgestellte Rekord noch einmal "gebrochen". Die Spiele werden von der FIFA aber nicht als A-Länderspiel gewertet, auch ist Mikronesien kein Mitglied des Weltverbandes. Deshalb finden die Ergebnisse keinen Eintrag in der Liste der höchsten Siege. Die Mannschaft aus Mikronesien beendete die Vorrunde mit 0 Punkten und einem Torverhältnis von 0:114.

## Teilnahmen an Weltmeisterschaften
- 1930 bis 2018 – nicht teilgenommen

## Teilnahmen am OFC Nations Cup
- 1973 bis 2020 – nicht teilgenommen

## Südpazifikspiele/Pazifikspiele
- 2003 – 1. Runde
- 2015 – Vorrunde